# Автомобиль (фильм, 1977)
Автомобиль (англ. The Car) — американский фильм ужасов 1977 года режиссёра Эллиота Сильверстайна по сценарию Майкла Батлера, Денниса Шрайака и Лейна Слейта. В фильме снимались Джеймс Бролин, Кэтлин Ллойд, Джон Марли и Ронни Кокс, а также сёстры Ким и Кайл Ричардс (как дочери героя Бролина). В нём рассказывается история загадочного беспилотного автомобиля, который неистовствует и терроризирует жителей небольшого городка.
Фильм был снят и распространён кинокомпанией Universal Studios, на него повлияли многочисленные «дорожные фильмы» 1970-х годов, включая триллер Стивена Спилберга «Дуэль» (1971) и «Смертельные гонки 2000» Роджера Кормана (1975).
Включён в книгу основателя премии «Золотая малина» Джона Уилсона «Официальный гид по фильмам Раззи: лучшее из худшего в Голливуде» как один из 100 самых плохих фильмов, которые когда-либо были сняты.
Сиквел «Автомобиль: Дорога к мести» был выпущен 8 января 2019 года.

## Сюжет
За двумя велосипедистами, едущими по дороге каньона, следует загадочная матово-чёрная машина. На мосту машина прижимает одного из велосипедистов к стене, а другого таранит сзади, сталкивая с моста. Автостопщик, встретивший машину, оскорбляет её после того, как она намеренно пытается его сбить. В ответ машина несколько раз переезжает его и уезжает. Офис местного шерифа получает от Амоса Клеменса информацию об убитом наездом автостопщике и скрывшейся машине, которая выглядит сильно модифицированной и не имеет номерных знаков.
Ночью, в явной попытке убить Амоса, машина вместо этого убивает шерифа Эверетта Пека. Место шерифа занимает его главный заместитель Уэйд Пэрент. В ходе расследования очевидец аварии заявляет, что в машине не было водителя, что ещё больше запутало Уэйда. Он просит свою девушку Лорен, которая работает учительницей в местной школе, из соображений безопасности отменить предстоящие репетиции оркестра. Лорен и  Марджи Джонсон просят Люка Джонсона позволить им порепетировать, на что Люк невольно соглашается.
Автомобиль въезжает в город и атакует репетирующий школьный оркестр. Он преследует группу учителей и учеников, загоняя их на местное кладбище. Как ни странно, машина не может въехать на освящённую землю. Автомобиль ломает кирпичную стойку ворот и уезжает. Полиция преследует автомобиль по шоссе, но он разворачивается к ним и уничтожает несколько патрульных машин, убив при этом пятерых помощников шерифа. Уэйд приближается к автомобилю и, несколько раз выстрелив в него с револьвера, с удивлением видит, что ни одна из его пуль не оставила даже вмятины. После неудачной попытки Уэйда открыть дверь, так как у неё не было ручки, она распахивается сама по себе, сбивая мужчину с ног. Машина скрывается. Уэйд просыпается в больнице, где его утешают оставшиеся коллеги и Лорен.
Вечером Лорен возвращается домой, чтобы забрать свои вещи. Боясь за свою жизнь, она звонит Уэйду, и в этот момент в её дом буквально влетает машина и сбивает Лорен, мгновенно убивая. Люк выдвигает убитому горем и обезумевшему Уэйду теорию о том, что автомобиль действовал в отместку за оскорбления, нанесённые ему Лорен, и отмечает, что автомобиль не смог заехать на кладбище, потому что земля там освящена. Уэйд придумывает план, как остановить машину, похоронив её под контролируемым взрывом в каньонах за пределами города. Однако, обнаружив, что машина уже поджидает его в гараже, он с трудом избегает гибели под её колёсами и сбегает на мотоцикле. Герои вынуждены осуществить план в спешке. Машина преследует Уэйда по гористой местности каньона, где оставшиеся заместители шерифа устроили ловушку.
В финале Уэйд и Люк стоят на краю обрыва, провоцируя машину ехать прямо на них, а затем отпрыгивают в сторону. Авто падает в обрыв и в этот же момент герои подрывают каньон. Когда динамит взорвался и на машину посыпались обломки, в дыму и огне взрыва появляется чудовищное демоническое лицо, шокирующее шерифов. Уэйд отказывается верить в то, что они видели в огне, несмотря на то, что Люк настаивал на том, что он видел.
Фильм завершается тем, что машина едет по центральным улицам Лос-Анджелеса, очевидно, выжив в аварии. Хотя, возможно, эти кадры относятся к событиям, предшествующим фильму

## В ролях
- Джеймс Бролин — капитан Уэйд Пэрент
- Кэтлин Ллойд — Лорен Хамфрис
- Джон Марли — шериф Эверетт Пек
- Элизабет Томпсон — Марджи Джонсон
- Ронни Кокс — Лукас «Люк» Джонсон
- Роберт Голден Армстронг — Амос Клеменс
- Джон Рубинштейн — Джон Моррис
- Ким Ричардс — Линн Мари Пэрент
- Кайл Ричардс — Дебби Пэрент
- Рой Дженсон — Рэй Мотт
- Кейт Муртаг — мисс Макдональд
- Дорис Даулинг — Берта Клеменс
- Эдди Литтл Скай — Денсон
- Ли Маклафлин — Марвин Фэтс
- Мелоди Томас Скотт — Сьюзи Пуллбрук
- Джеральдин Кимс — Донна

## Производство
Чёрный автомобиль в фильме — это Lincoln Continental Mark III 1971 года, созданный знаменитым голливудским мастером по созданию автомобилей Джорджем Баррисом. За шесть недель для фильма было построено четыре машины. Три предназначались для каскадёров, а четвёртый — для крупных планов. Все три трюковые автомобиля были уничтожены во время съёмок, а четвёртый сейчас находится в частной коллекции.
Кузовы автомобилей были окрашены в стальной, перламутровый и угольно-серый цвета. Окна были ламинированы двумя разными оттенками так, что сквозь них можно было видеть изнутри, но не снаружи. Чтобы придать автомобилю «зловещий» вид, Баррис сделал крышу автомобиля на три дюйма ниже, чем обычно, и изменил его боковые крылья, увеличив их длину. По словам Сильверштейна, характерный звук, издаваемый двигателем автомобиля, обозначает букву X в азбуке Морзе.
Съёмки проходили в Сент-Джордже, Зионе, Канабе, каньоне Безумной лошади и каньоне Глен в штате Юта, а также на мосту Ураган-ЛаВеркин.
Покойный лидер Церкви Сатаны Антон ЛаВей выступал техническим советником фильма. Цитата, которая приводится в заглавных титрах взята из «Сатанинской библии». Основная тема фильма, которая звучит повсюду — это переработанная оркестровая версия Dies irae.

## Критика и мнения
Фильм получил 28% «свежести» от Rotten Tomatoes на основе 18 обзоров, а критики в основном ссылались на плохие диалоги и плохую игру.
Кинокритик Chicago Tribune Джин Сискел дал фильму одну звезду из четырёх и написал: «Что хуже, чем гнилая игра, так это то, что «Автомобиль» не имеет абсолютно никакого смысла как история. В некоторых сценах автомобиль представлен как сверхъестественное существо, способное материализоваться по желанию. Однако в других сценах машина безнадёжно реалистична. Ещё более удивительно низкое качество спецэффектов фильма». Винсент Кэнби из The New York Times написал, что фильм ужасно «тонкий и переутомлённый, как и актёры, пытающиеся импровизировать, не имея ни малейшей идеи в голове». Кевин Томас из Los Angeles Times написал, что ему понравились хорошие спецэффекты, но добавил: «С часто смехотворными диалогами, привлекательность фильма ограничивается неразборчивым поиском нового». Гэри Арнольд из The Washington Post назвал фильм «вопиющей, жалкой попыткой» переработать элементы из превосходных ужастиков, таких как «Дуэль» и «Челюсти». Джон Джиллетт из The Monthly Film Bulletin заявил, что фильму «удаётся быть довольно динамичным триллером», когда действие сосредоточено на автомобиле, но посетовал на то, что режиссёр Сильверштейн «был обременён одним из семейных сценариев маленького городка, в которых заместитель шерифа возится со своим другом детства, полиция охвачена алкоголизмом и неврозом, а некоторые актёры вообще напряжены игрой менее звёздного состава».